# Chiquito
Chiquito (Chiquitano, Xiquitano), pleme ili plemena američkih Indijanaca naseljeno poglavito u Boliviji i susjednom predjelu brazilske države Mato Grosso, jezična porodica chiquitoan. U Brazilu žive na dva rezervata Terra Indígena Chiquitano da Baia Grande u općinima Porto Esperidião, Cáceres, Pontes e Lacerda i Vila Bela da Santissima Trindade; Drugi rezervat je Fortuna, također u općini Vila Bela da Santissima Trindade. Populacija im iznosi negdje do 42,000 (1991 Adelaar) u Boliviji i oko 2.400 u Brazilu. Kroz povijest asimilirali su mnogobrojne manje plemenske skupine. Jezik im ima nekolio dijalekata i čini posebnu porodicu chiquitoan unutar velike porodice Macro-Ge.
Chiquito-područje nekad se prostiralo sve od gornje Guaporé na sjeveru i pa na jug do brijegova na sjevernoj obali rijeke Otuquis, te od rijeke San Miguel na zapadu do rijeke Paraguay na istoku. Kultura im je bila lovačko-ribarska. Svoje ime koje na španjolskom označava djecu, dobivaju zbog malenih ulaza u njihove kolibe, u koje se moglo ući tek na koljenima i laktovima. Čikito-Indijanci bili su ratoboran narod, a služili su se i otrovnim strijelama. Neka plemena imala su dobru lončariju i jednostavna tkanja. kanue nisu imali. Monogamija je bila namijenjena običnom puku, dok su poglavice imale pravo na više žena. 

## Plemena i dijalekti

### Tao dijalekt
Tao dijalekt govorio se u misijama Santa Ana, San Rafael, San Miguel, San Ignacio, San Juan, Santiago, Santo Corazón, i Concepción. Plemena koja su se njime služila su Arupareca, Bazoroca, Booca, Boro, Pequica, Piococa, Puntagica, Quibiquica, Tañopica, Tabiica, Tao, Tubacica, Xuberesa, i Zamanuca.

### Piñoco dijalekt
Plemena koja su govorila Piñoco dialect su: Guapaca, Motaquica, Piococa (u Xavier, ne smiju se brkati s Piococa u misijama San Ignacio and Santa Ana, koji su govorilio Tao dialect), Pogisoca, Quimeca, Quitagica, Taumoca, i Zemuquica. Piñoco dijalekt govorio se u misijama San Xavier, San José de Chiquitos, i San José de Buenavista (Desposorios) u Mojosu.

### Manasí dijalekt
Plemena koja govore Manasí dijalektom su: Cucica, Manasí (Manacica), Quimomeca, Sibaca, Tapacuraca (?), Yiritua, i Yuracareca (Yuracare ?). Govorio se u misiji Concepcion, no ubrzo ga je zamijenio dijalekt tao.

### Peñoki dijalekt
Peñoki, u misili San José.